# El millonario (película de 1955)
El millonario es una película en blanco y negro de Argentina dirigida por Carlos Rinaldi sobre el guion de Carlos A. Petit que se estrenó el 28 de julio de 1955 y que tuvo como protagonistas a Adolfo Stray, Pierina Dealessi, Cuquita Carballo y Héctor Calcaño.

## Sinopsis
Un hombre es confundido con el ganador del premio mayor de la lotería de Navidad y comienza a repartir dinero prestado.

## Reparto
- Adolfo Stray ... Saverio Falconieri
- Pierina Dealessi ... Doña Piera
- Cuquita Carballo ... Bárbara
- Héctor Calcaño ... Evaristo Cáceres
- Enrique García Satur ... J.J Palma
- Josephine del Mar
- Sara Suter
- Elena Cruz
- Lina Gorys
- Rafael Diserio

## Comentarios
Noticias Gráficas comentó sobre el filme:

”Lugares comunes a granel.”

La Razón por su parte apuntó:

”No puede desconocerse la efectiva comicidad que se desprende de las acciones.”

Manrupe y Portela escriben:

”es una  anticuada comedia filmada a las apuradas.”